# 6 Foot 7 Foot
«6 Foot 7 Foot» — сингл Лил Уэйна с девятого студийного альбома Tha Carter IV. Он был официально выпущен в iTunes 16 декабря 2010 года. Он был спродюсирован американским продюсером Bangladesh.

## Музыкальное видео
20 января 2011 года, Lil Wayne объявил, что будет клип на сингл в предстоящей весной. На фото загруженных Rap-Up от Лил Уэйн изображением боксера.
Видео премьеры которого состоялась на MTV 3 марта 2011 года и на BET’s 106 & Парк 4 марта 2011 года. Режиссёром стал Hype Williams.

## Чарты

### Еженедельные чарты
| Чарт (2011)                          | Выс. позиция |
| ------------------------------------ | ------------ |
| Канада (Canadian Hot 100)            | 50           |
| Великобритания (OCC UK Singles)      | 71           |
| US Billboard Hot 100                 | 9            |
| US Hot R&B/Hip-Hop Songs (Billboard) | 2            |
| US Rap Songs (Billboard)             | 2            |
| США (Billboard Rhythmic)             | 5            |

### Годовые чарты
| Чарт (2011)                          | Позиция |
| ------------------------------------ | ------- |
| US Billboard Hot 100                 | 41      |
| US Hot R&B/Hip-Hop Songs (Billboard) | 13      |
| US Rhythmic (Billboard)              | 27      |

## Сертификации и продажи
| Регион                                                                      | Сертификация  | Продажи   |
| --------------------------------------------------------------------------- | ------------- | --------- |
| Великобритания (BPI)                                                        | Серебряный    | 200 000   |
| США (RIAA)                                                                  | 7× Платиновый | 7 000 000 |
| Данные о продажах + прослушиваниях приведены только на основе сертификации. |               |           |